# Aneono leichhardti
Aneono leichhardti är en insektsart som beskrevs av Irena Dworakowska 1972. Aneono leichhardti ingår i släktet Aneono och familjen dvärgstritar. Inga underarter finns listade i Catalogue of Life.